# Simfonia núm. 6 (Bax)
La Simfonia núm. 6 d'⁣Arnold Bax es va completar el 10 de febrer de 1935. La simfonia està dedicada a Sir Adrian Boult. Va ser estrenada per la Royal Philharmonic el 21 de novembre de 1935.
És el núm. 331 al catàleg de la música de Bax de Grahame Parlett. Segons David Parlett, és "la favorita [de Bax] i àmpliament considerada com la seva més gran... poderosa i estretament controlada".
La simfonia està escrita per a flautí, 3 flautes, 2 oboès, trompa anglesa, 3 clarinets, clarinet baix, 2 fagots, doble fagot, 4 trompes, 3 trompetes, 3 trombons, tuba, timbales, bombo, tambor tenor, plats, tamborí, triangle, gong, glockenspiel, celesta, arpa i cordes.
Consta de tres moviments:
1. Moderato – Allegro con fuoco
2. Lento molto espressivo
3. Introducció (Lento moderato) – Scherzo & Trio (Allegro vivace – Andante semplice) – Epíleg (Lento)

El primer moviment s'obre amb un moderato ostinato al trombó baix, violoncels i fagot, amb els vents fusta i les trompes a sobre tocant acords dissonants. La següent secció allegro con fuoco dona l'ostinato a les violes, aquesta vegada en disminució. Després ve un segon tema més líric, abans que els motius principals tornin a presentar el moviment d'obertura, que és el més curt de totes les simfonies de Bax.
De la mateixa manera, el moviment idíl·lic del mig és el segon moviment més curt de Bax. Els violins introdueixen la melodia principal prop de l'inici i, finalment, la reprèn la resta de seccions de l'orquestra, amb un solo de trompeta gairebé jazzístic al mig. Acaba pacíficament com per establir l'últim moviment.
El final més llarg de Bax, l'últim moviment, s'obre amb un misteriós i extens solo de clarinet que forma la base de gran part del material del moviment. A continuació, els altres instruments de vent fusta toquen la segona idea melòdica principal del moviment, que constitueix una base per a l'scherzo, el trio i el clímax cap al final de la simfonia. Les idees melòdiques principals s'exposen de manera característica amb tota la força de l'orquestra just abans del tranquil epíleg que tanca la simfonia. A la meitat del moviment (fig. 25 a 27), la música incorpora una referència detallada a una idea del poema simfònic Tapiola de Jean Sibelius.